# كارليان كروغر
كارليان كروغر هي متزحلقة كندية، ولدت في 12 أغسطس 1936 في مونتريال في كندا.

## وصلات خارجية
- كارليان كروغر على موقع أوليمبيديا (الإنجليزية)
- كارليان كروغر على موقع اللجنة الأولمبية الكندية (الإنجليزية)